# Glasunowka (Orjol)
Glasunowka (russisch Глазуно́вка) ist eine Siedlung städtischen Typs in der Oblast Orjol in Russland mit 5939 Einwohnern (Stand 14. Oktober 2010).

## Geographie
Der Ort liegt gut 50 km Luftlinie südsüdöstlich des Oblastverwaltungszentrums Orjol etwa fünf Kilometer westlich des Suscha-Nebenflusses Nerutsch. Gut 15 km südwestlich der Siedlung, unweit der Grenze zur Oblast Kursk, entspringt der große Wolga-Nebenfluss Oka.
Glasunowka ist Verwaltungszentrum des Rajons Glasunowski sowie Sitz und einzige Ortschaft der Stadtgemeinde (gorodskoje posselenije) Glasunowka.

## Geschichte
Der Ort geht auf die Bahnstation Alexandrowka zurück, die an der Strecke Moskau – Charkow mit deren eröffnung 1868 entstand. Da es mehrere Stationen dieses Namens gab, wurde sie zum 1. Januar 1904 in Glasunowka nach einem nahegelegenen Dorf umbenannt. Um die Jahrhundertwende begann auch eine beschleunigte Entwicklung der um die Station gewachsenen Siedlung, und am 18. Januar 1935 wurde sie Verwaltungssitz eines neu geschaffenen, nach ihr benannten Rajons.
Im Zweiten Weltkrieg wurde Glasunowka Ende Oktober 1941 von der deutschen Wehrmacht besetzt, befand sich längere Zeit in Frontnähe an der Nordflanke des „Kursker Bogens“ und wurde schließlich am 25. Juli 1943 von der Roten Armee im Rahmen der Orjoler Operation zurückerobert.
1962 erhielt der Ort den Status einer Siedlung städtischen Typs.

### Bevölkerungsentwicklung
| Jahr | Einwohner |
| ---- | --------- |
| 1939 | 857       |
| 1959 | 2708      |
| 1970 | 5608      |
| 1979 | 6406      |
| 1989 | 7025      |
| 2002 | 6756      |
| 2010 | 5939      |

Anmerkung: Volkszählungsdaten

## Verkehr
Glasunowka besitzt einen Bahnhof bei Kilometer 445 der auf diesem Abschnitt 1868 eröffneten und seit 1959 elektrifizierten Eisenbahnstrecke Moskau – Kursk – Belgorod – Charkiw (Ukraine).
Durch die Siedlung verläuft die Regionalstraße 54K-7, die unweit des nördlich benachbarten Rajonzentrums Smijowka von der föderalen Fernstraße R119 Orjol – Lipezk – Tambow abzweigt und weiter in westlicher Richtung zur föderalen Fernstraße M2 bei Trosna führt. In südwestlicher Richtung zweigt die Regionalstraße 54K-8 parallel zur Grenze zur Oblast Kursk in die Rajonzentren Maloarchangelsk, Kolpna und Dolgoje ab.